# Matti Raivio
Matti Raivio   (Keuruu, 22 de febrer de 1893 - Keuruu, 25 de maig de 1957) fou un esquiador de fons finlandès que va competir durant la dècada de 1920.
Durant la seva carrera esportiva va prendre part en dues edicions dels Jocs Olímpics d'Hivern, el 1924 i 1928. Destaquen dues setenes posicions en els 18 quilòmetres i 50 quilòmetres als Jocs de Chamonix de 1924.
Els seus millors èxits esportius els aconseguí al Campionat del Món d'esquí nòrdic, on guanyà dues medalles d'or en l'edició de 1926. També guanyà sis títols nacionals i cinc curses als Jocs d'esquí de Lathi.